# Michael D. Higgins
Michael Daniel Higgins (in irlandese Mícheál Dónal Ó hUigínn; Limerick, 18 aprile 1941) è un politico e poeta irlandese, Presidente della Repubblica d'Irlanda dall'11 novembre 2011.

## Estrazione e formazione
Higgins proviene da una famiglia di estrazione sociale umile. Il padre combatté nella guerra di indipendenza e lottò nelle file dei repubblicani durante la guerra civile. Le sue scelte politiche gli fecero perdere il lavoro di barista a Charleville, per cui la famiglia si trasferì a Limerick. Le condizioni di salute del padre di Higgins peggiorarono, anche per la sua dipendenza dall'alcol, quindi nel 1946 la madre scelse di trasferire Michael e il fratello minore John presso degli zii a Newmarket on Fergus.
Dopo avere frequentato il St. Flannan's College a Ennis, Higgins si trasferì a Galway per lavorare come impiegato presso la compagnia energetica ESB. Nel tempo libero scriveva articoli e poesia e si dedicava al volontariato.
Nel 1961 un benefattore rimase colpito dalle capacità di Higgins e gli offrì un prestito per iscriversi all'Università di Galway. Higgins fu il primo della sua famiglia a frequentare l'università e fu molto attivo, vincendo borse di studio, unendosi all'associazione letteraria e di retorica, presiedendo il consiglio studentesco e la sezione universitaria locale del Fianna Fáil. In seguito Higgins si impegnò per l'educazione dei suoi connazionali, offrendo lezioni come volontario nei paesi dell'Irlanda occidentale.

## Carriera politica
Alla fine degli anni sessanta Higgins venne convinto dal deputato laburista Noël Browne a diventare membro del partito laburista.
Higgins è stato membro del consiglio cittadino e del consiglio della Contea di Galway ed è stato sindaco di Galway.
Nel 1973 il Taoiseach nominò Higgins membro del Seanad Éireann. Higgins svolse l'incarico fino al 1977, quando si candidò per il Seanad ma venne sconfitto. Nel 1981 Higgins venne eletto al Dáil Éireann in rappresentanza di Galway West e venne riconfermato alle elezioni del febbraio dell'anno successivo, ma perse quelle del novembre 1982. Nel 1983 Higgins tornò a far parte del Seanad, in rappresentanza dell'università. Durante gli anni settanta e ottanta Higgins si collocò politicamente nell'ala sinistra del partito laburista e si oppose all'espulsione dei membri più radicali dal partito e alla formazione di accordi di coalizione con altri partiti.
Dal 1987 al 2011 Higgins è stato ininterrottamente membro del Dáil, sempre eletto nel collegio di Galway West per conto del Partito laburista.

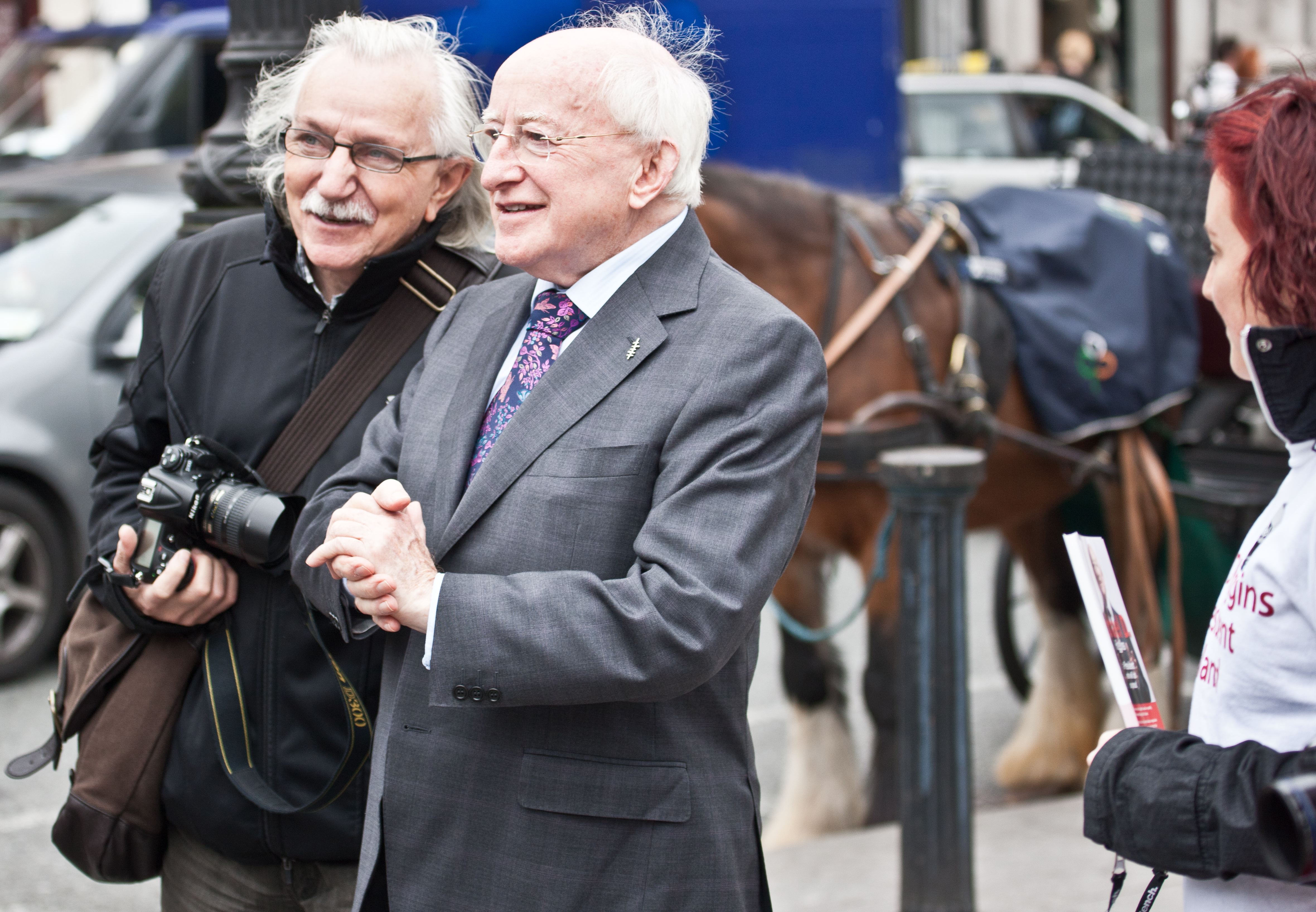
Higgins (a destra) nel 2011

Dal 12 gennaio 1993 al 17 novembre 1994 e poi nuovamente dal 15 dicembre 1994 al 26 giugno 1997 Higgins è stato ministro delle arti, della cultura e del Gaeltacht nell'ambito dei governi di coalizione guidati da Albert Reynolds e John Bruton. Fu il primo ministro incaricato degli affari culturali nella storia d'Irlanda. In tale veste ha anche presieduto il Consiglio dei ministri della cultura dell'Unione europea nel secondo semestre del 1996. Come ministro Higgins promosse la creazione del canale televisivo in irlandese TG4, rafforzò l'industria cinematografica irlandese, rilassò la legislazione sulla censura, promosse maggiori investimenti nei musei pubblici, sostenne la creazione di una rete di teatri e centri culturali in tutto il paese e promosse la riqualificazione dei canali. Higgins è particolarmente attaccato alla difesa della lingua irlandese.
Higgins ha partecipato a campagne per la parità dei salari tra uomini e donne, per l'accesso ai metodi contraccettivi, per il divorzio e per i diritti delle persone con disabilità. È stato molto attivo anche per la difesa dei diritti umani e la promozione della pace a livello internazionale.

## Presidente della Repubblica d'Irlanda
Il 19 giugno 2011 Higgins vinse la nomination alla presidenza della repubblica del partito laburista, battendo gli altri due candidati Fergus Finlay e Kathleen O'Meara. Alla scelta parteciparono tutti i parlamentari ed europarlamentari del partito e i membri del consiglio esecutivo del partito.

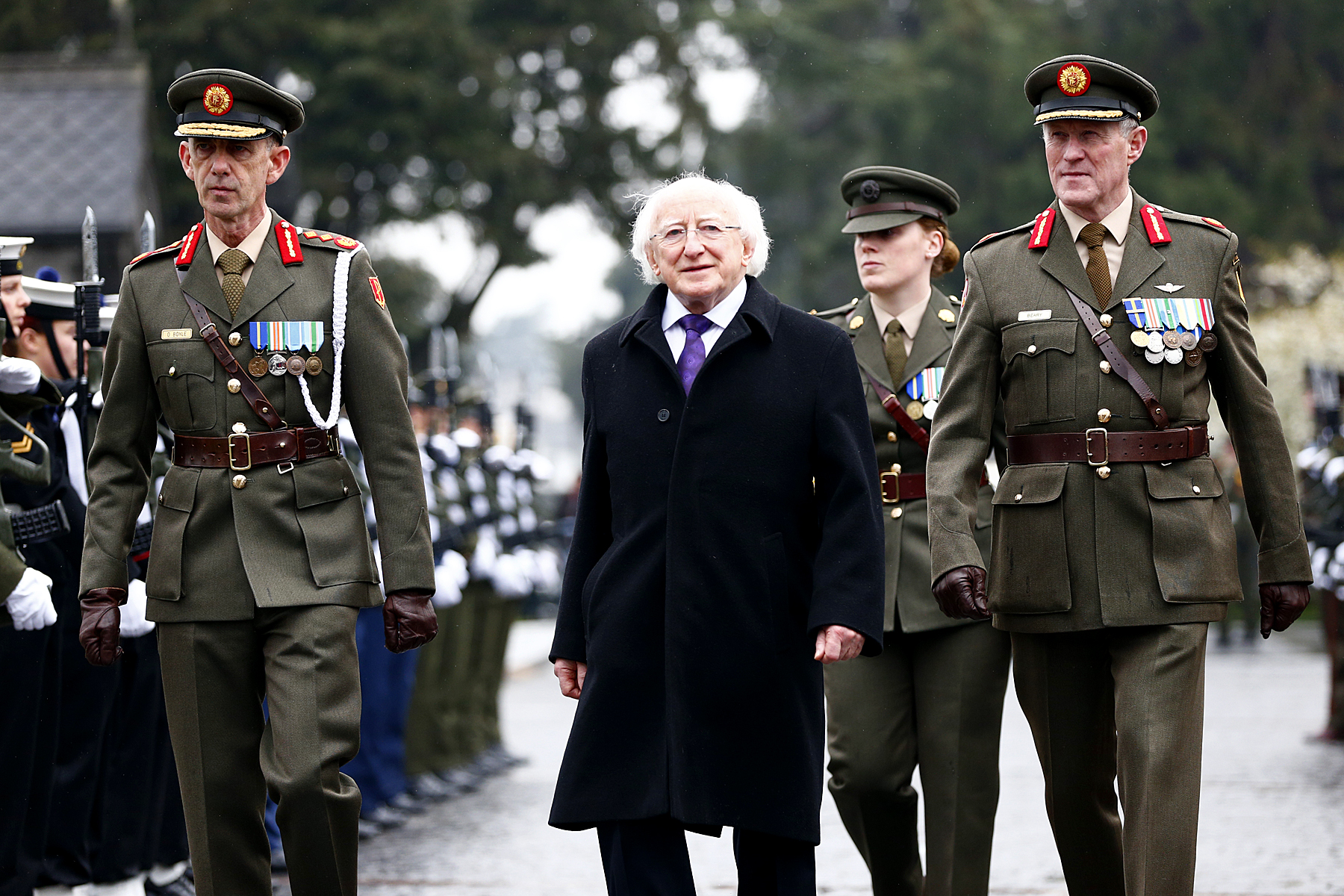
Higgins nel 2014 durante una commemorazione pubblica al cimitero di Glasnevin

Higgins ha vinto le elezioni presidenziali irlandesi del 27 ottobre 2011, ricevendo il 39,6% delle prime preferenze e 1.007.104 voti su 1.790.438 dopo la redistribuzione delle preferenze (nella repubblica d'Irlanda si vota con voto singolo trasferibile). È entrato in carica come nono presidente della repubblica l'11 novembre 2011.
Alle elezioni del 26 ottobre 2018 è stato rieletto per un secondo mandato nell'incarico di Presidente della Repubblica. Ha ottenuto 822,566 voti, pari al 55,8%, superando largamente gli altri candidati: Peter Casey (23,3%), Seán Gallagher (6,4%%), Liadh Ní Riada (6,4%), Joan Freeman (6,0%), e Gavin Duffy (2,2%).

### Governi nominati
- 31° Dáil (2011-2016)
  - Kenny II, 6 maggio 2016
- 32° Dáil (2016-2020)
  - Varadkar I, 14 giugno 2017
- 33° Dáil (2020-2024)
  - Martin I-Varadkar II-Harris, 27 giugno 2020 - 22 gennaio 2025
- 34° Dáil (2024-)
  - Martin II, 22 gennaio 2025 - in carica

## Vita personale
Higgins è sposato con l'attrice irlandese Sabina Coyne e ha quattro figli.

## Opere
Higgins ha una carriera di successo, oltre che come uomo politico, come poeta, sceneggiatore e scrittore di non-fiction. Ha scritto su diverse riviste politiche e filosofiche soprattutto riguardo a temi ideologici, di sociologia della letteratura, del clientelismo in politica, del regionalismo e dei media. Ha scritto e presentato un film su Montserrat dal titolo The Other Emerald Isle per Channel 4 ed un documentario su Noël Browne.
Le sue poesie sono state pubblicate in riviste e periodici e raccolte in volumi.

### Poesia
- The Betrayal (Salmon, Galway, 1990) ISBN 0-948339-39-X
- The Season of Fire (Brandon, Dingle, 1993) ISBN 0-86322-164-5
- An Arid Season (2004)
- New and Selected Poems (Liberties Press, Dublino, 2011)

In lingua italiana
- Il tradimento e altre poesie, Del Vecchio Editore, Roma, 2014 (a cura di Enrico Terrinoni)

### Saggistica
- Causes for Concern (Liberties Press, Dublino, 2007)
- Renewing the Republic (Liberties Press, Dublino, 2011)

## Curiosità
- Higgins è appassionato di sport, in particolare del calcio gaelico, dell'hurling[4] e del rugby. Presiede il Galway United FC[4].
- L'attore statunitense Martin Sheen è amico di Higgins e lo ha sostenuto durante la campagna per le elezioni presidenziali[3].
- Porta sempre i suoi cani con sé, Bovari del Bernese, anche durante occasioni ufficiali.

## Onorificenze
- Premio internazionale per la pace Seán McBride, International Peace Bureau, 1992[4].